# Castellar (Francia)
 Castellar  es una población y comuna francesa, en la región de Provenza-Alpes-Costa Azul, departamento de Alpes Marítimos, en el distrito de Niza y cantón de Menton-Est.
Fue parte del Condado de Niza, perteneciente desde 1388 al Ducado de Saboya. En 1860 fue anexada a Francia.

## Demografía
| 333 | 306 | 353 | 533 | 638 | 821 |
| Para los censos de 1962 a 1999 la población legal corresponde a la población sin duplicidades (Fuente: INSEE [Consultar]) |     |     |     |     |     |